# Lumière du meilleur premier film

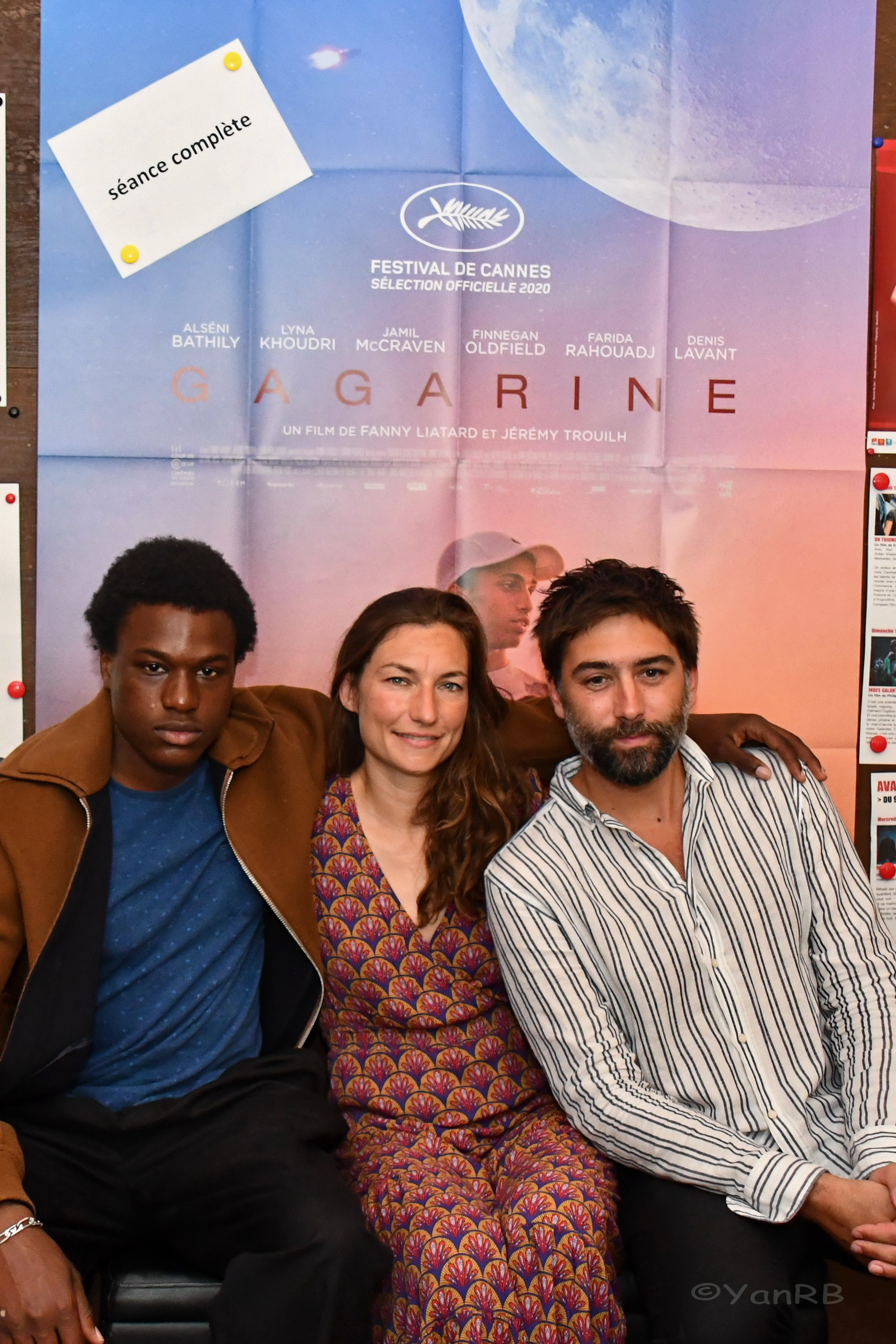
Alseni Bathily, Fanny Liatard et Jérémy Trouilh à l'avant-première du film Gagarine à l'ABC Toulouse en 2021.

Le Lumière du meilleur premier film, anciennement intitulé Prix Heike Hurst du meilleur premier film, est une récompense cinématographique remise lors de la cérémonie des Lumières depuis 2014.
L'intitulé rend hommage à Heike Hurst (1938-2012) qui fut critique de cinéma.

## Palmarès

### Années 2010
- 2014[2] : Les Garçons et Guillaume, à table ! de Guillaume Gallienne
  - Au-delà du sang de Guillaume Tauveron
  - Comme un lion de Samuel Collardey
  - En solitaire de Christophe Offenstein
  - La Tête la première d'Amélie van Elmbt
  - Nous irons vivre ailleurs de Nicolas Karolszyk

- 2015[3] : Les Combattants de Thomas Cailley
  - Party Girl de Marie Amachoukeli, Claire Burger et Samuel Theis
  - Elle l'adore de Jeanne Herry
  - Chante ton bac d'abord de David André
  - Qu'Allah bénisse la France de Abd al Malik
  - Tristesse Club de Vincent Mariette

- 2016 : Mustang de Deniz Gamze Ergüven
  - Bébé tigre de Cyprien Vial
  - Les Deux Amis de Louis Garrel
  - Ni le ciel ni la terre de Clément Cogitore
  - La Vie pure de Jeremy Banster
  - Vincent n'a pas d'écailles de Thomas Salvador

- 2017 : Divines de Houda Benyamina
  - Apnée de Jean-Christophe Meurisse
  - La Danseuse de Stéphanie Di Giusto
  - Diamant noir de Arthur Harari
  - Gorge cœur ventre de Maud Alpi
  - Mercenaire de Sacha Wolff

- 2018 : En attendant les hirondelles de Karim Moussaoui
  - Les Bienheureux de Sofia Djama
  - Grave de Julia Ducournau
  - Jeune Femme de Léonor Serraille
  - Patients de Grand Corps Malade et Mehdi Idir
  - Petit Paysan de Hubert Charuel

- 2019 : Jusqu'à la garde de Xavier Legrand
  - Les Chatouilles de Andréa Bescond et Éric Métayer
  - Les Garçons sauvages de Bertrand Mandico
  - Sauvage de Camille Vidal-Naquet
  - Shéhérazade de Jean-Bernard Marlin

### Années 2020
- 2020 : Nevada de Laure de Clermont-Tonnerre
  - Atlantique de Mati Diop
  - Une intime conviction de Antoine Raimbault
  - Les Misérables de Ladj Ly
  - Perdrix de Erwan Le Duc

- 2021 : Deux de Filippo Meneghetti
  - Un divan à Tunis de Manele Labidi
  - Mignonnes de Maïmouna Doucouré
  - Slalom de Charlène Favier
  - Tout simplement noir de Jean-Pascal Zadi et John Wax

- 2022 : Gagarine de Fanny Liatard et Jérémy Trouilh
  - Ibrahim de Samir Guesmi
  - Les Magnétiques de Vincent Maël Cardona
  - La Nuée de Just Philippot
  - Sous le ciel d'Alice de Chloé Mazlo

- 2023 : Le Sixième Enfant de Léopold Legrand
  - Bruno Reidal de Vincent Le Port
  - Harka de Lotfy Nathan
  - Les Pires de Lise Akoka et Romane Gueret
  - Tout le monde aime Jeanne de Céline Devaux

- 2024 : Le Ravissement d'Iris Kaltenbäck
  - Bernadette de Léa Domenach
  - Chien de la casse de Jean-Baptiste Durand
  - Disco Boy de Giacomo Abbruzzese
  - Vincent doit mourir de Stéphan Castang

- 2025 : Vingt Dieux de Louise Courvoisier
  - Diamant brut d'Agathe Riedinger
  - Les Fantômes de Jonathan Millet
  - Rabia de Mareike Engelhardt
  - Le Royaume de Julien Colonna